# Muna Jabir Adam
Muna Jabir Adam (ur. 6 stycznia 1987) – sudańska lekkoatletka specjalizująca się w biegu na 400 metrów przez płotki, olimpijka. 

## Udział w igrzyskach olimpijskich
Brała udział w Letnich Igrzyskach Olimpijskich w 2008 roku, podczas których w biegu na 400 metrów przez płotki kobiet, z czasem 57,16 s w biegu kwalifikacyjnym zajęła 20. miejsce i tym samym zakończyła udział w igrzyskach. 

## Udział w lekkoatletycznych mistrzostwach świata
W Lekkoatletycznych Mistrzostwach Świata w 2007 roku w biegu kwalifikacyjnym 400 metrów przez płotki kobiet uzyskała czas 55,80 s i zajmując 20. pozycję wywalczyła kwalifikację do dalszej części zawodów. W biegu półfinałowym uzyskała czas 55,65 s i zajmując 15. miejsce zakończyła udział w mistrzostwach. 

## Udział w lekkoatletycznych mistrzostwach świata juniorów
W 2004 roku wzięła udział w lekkoatletycznych mistrzostwach świata juniorów, w którym dotarła do półfinału, i w biegu na 400 metrów kobiet z czasem 54,49 s zajęła ostatecznie 10 pozycję. 
Dwa lata później, w lekkoatletycznych mistrzostwach świata juniorów w 2006 roku wzięła udział w biegu na 400 metrów przez płotki kobiet i ostatecznie w biegu finałowym czasem 57,03 s zajęła 4. miejsce (kwalifikacje: 57,55 s; półfinał: 56,55 s). 

## Udział w igrzyskach afrykańskich
W igrzyskach afrykańskich w 2003 roku startowała w biegu kobiet na 400 m i w biegu kwalifikacyjnym z czasem 54,43 s zajęła ostatecznie 12. miejsce. 
Podczas igrzysk afrykańskich w 2007 roku wystartowała w biegu na 400 m kobiet, uzyskując w biegu finałowym czas 54,93 s i zajmując 1. miejsce zdobyła złoty medal igrzysk afrykańskich. Na tych samych igrzyskach startowała także w biegu sztafetowym 4 x 400 metrów kobiet i wraz z zespołem sudańskim, osiągając czas 3:34,84 min zajęła 3. miejsce i tym samym zdobyła brązowy medal. 

## Osiągnięcia
| Reprezentacja: Sudan | Reprezentacja: Sudan                                  | Reprezentacja: Sudan | Reprezentacja: Sudan | Reprezentacja: Sudan       | Reprezentacja: Sudan |
| -------------------- | ----------------------------------------------------- | -------------------- | -------------------- | -------------------------- | -------------------- |
| 2003                 | Mistrzostwa Świata Juniorów Młodszych w Lekkoatletyce | Sherbrooke, Kanada   | 6.                   | 400 m                      | 54,28 s              |
| 2003                 | Igrzyska Afrykańskie                                  | Abudża, Nigeria      | 12. (kwal.)          | 400 m                      | 54,43 s              |
| 2004                 | Mistrzostwa Świata Juniorów w Lekkoatletyce           | Grosseto, Włochy     | 10. (półfinał)       | 400 m                      | 54,59 s              |
| 2006                 | Mistrzostwa Świata Juniorów w Lekkoatletyce           | Pekin, Chiny         | 4.                   | 400 m przez płotki         | 57,03 s              |
| 2007                 | Igrzyska Afrykańskie                                  | Algier, Algieria     | 1.                   | 400 m przez płotki         | 54,93 s              |
| 2007                 | Igrzyska Afrykańskie                                  | Algier, Algieria     | 3.                   | sztafeta 4 × 400 m         | 3:34,84 min          |
| 2007                 | Mistrzostwa Świata w Lekkoatletyce                    | Osaka, Japonia       | 15. (półfinał)       | 400 m przez płotki         | 55,65 s              |
| 2007                 | Igrzyska panarabskie                                  | Kair, Egipt          | 1.                   | 400 m przez płotki         | 56,07 s              |
| 2007                 | Igrzyska panarabskie                                  | Kair, Egipt          | 2.                   | sztafeta 4 × 100 m         | 47,43 s              |
| 2007                 | Igrzyska panarabskie                                  | Kair, Egipt          | 1.                   | sztafeta 4 × 400 m         | 3:38,56 min          |
| 2007                 | Igrzyska panarabskie                                  | Kair, Egipt          | 1.                   | Siedmiobój lekkoatletyczny | 4594 pkt             |
| 2008                 | Letnie Igrzyska Olimpijskie                           | Pekin, Chiny         | 20. (kwal.)          | 400 m przez płotki         | 57,16 s              |

## Rekordy życiowe
Jej rekordy życiowe są następujące:
- bieg na 200 metrów – 23,88 s (2007)
- bieg na 400 metrów – 53,34 s (2004)
- bieg na 800 metrów – 2:02.,43 min (2005)
- bieg na 100 metrów przez płotki – 14,31 s (2007)
- bieg na 400 metrów przez płotki – 54,93 s (2007)
- skok wzwyż – 1,54 m (2005)
- skok w dal – 5,43 m (2005)
- pchnięcie kulą – 9,57 m (2005)
- rzut oszczepem – 34,84 m (2005)
- siedmiobój lekkoatletyczny – 4919 pkt (2005)